# Lachamp-Ribennes
Lachamp-Ribennes – gmina we Francji, w regionie Oksytania, w departamencie Lozère. W 2013 roku liczba ludności wynosiła 350 mieszkańców. 
Gmina została utworzona 1 stycznia 2019 roku z połączenia dwóch ówczesnych gmin: Lachamp oraz Ribennes. Siedzibą gminy została miejscowość Ribennes. 